# Софи Мехмед-паша
Софи Мехмед-паша (умро у августу 1649. године), познат и под именом Мевлеви Мехмед-паша, био је османски државник који је служио као велики везир и дефтердар (Вилајетски шеф финансија).

## Биографија
Мало се зна о његовом дјетињству. У раним годинама био је замјеник дефтердара. Током владавине Мурата IV унапријеђен је на позицију дефтердара и служио је до 1639. године. Након повлачења са те позиције, постаје члан Мевлеви групе, што му доноси титулу Мевлеви или Софи. Током турбулентних догађаја који су се десили мало прије свргнућа султана Ибрахима са пријестола у 1648. години, прошли велики везир Ахмет-паша бива линчован, те вође Јањичара форсирају султана да постави Софи Мехмед-пашу на позицију великог везира. Султан се нерадо сложио 8. августа 1648. године. Ипак, султан бива свргнут са престола пет дана после тог догађаја. Упркос томе, Софи Мехмед-паша се и даље бојао бившег султана, јер су постојале шансе да га Јањичари поврате на пријесто. На његово олакшање, Ибрахим је погубљен десет дана након свргнућа. Сматра се да је Софу Мехмед-паша лично био присутан приликом погубљења. 
Нови султан Мехмед IV имао је само седам година када се пронашао на позицији султана, те је доста обавеза пало на његову бабу, а Ибрахимову мајку, султанију Косем. Султанија Косем је била сумњива у погледу Софи Мехмед-паше због његове улоге у погубљењу претходног султана, Ибрахима. Следећи проблем за великог везира представљала је и економија. Његов основни приоритет била је ризница. Ограничио је све врсте расхода и трошкова, али изазива негативне реакције код спахија, те доводи до побуне. Софи Мехмед-паша спашава свој живот тако што проналази уточиште иза велике снаге Јањичара. Мада је то спасило његов живот, Јањичари добијају вишак моћи захваљујући овом инциденту и ускоро, командант Јањичара Кара Мурат-паша се окреће против великог везира. Пораз отоманске морнарице у Бици код Слуња у 12. маја 1649. године био је додатан удар Софи Мехмед-паши. 
Дана 21. маја 1649. године је замијењен Кара Мурат-пашом. Затим је прогнан у Малкару, гдје га је Кара Мурат-паша погубио у августу 1649. године.